# Clearc de Règion
Clearc de Règion (grec antic: Κλέαρχος, llatí: Clearchus) va ser un escultor que treballava el bronze a Règion.
Era important perquè era el mestre del famós escultor Pitàgores de Règion. Va ser deixeble d'Euquir de Corint i correspon probablement a l'època de la 72 Olimpíada. Pausànias parla de la seva escola.